# Az óceán (album)
Az óceán a Korál együttes harmadik nagylemeze, amely 1984-ben jelent meg. Az együttes felállása változott az előző albumokhoz képest: Scholler Zsolt basszusgitárost Fekete Tibor váltotta. Az album két neves slágert is tartalmazott, ezek pedig a Kergesd el a felhőt a házamról és a Kölykök a hátsó udvarból voltak. 2006-ban CD-n is kiadták.

## Dalok

### A oldal
1. A harmadik nap hajnalán (Óceán I.)
2. Ez mind szerelmes dal
3. Szökevény
4. Fekete korongok
5. Eltitkolt ünnepek
6. Kergesd el a felhőt a házamról

### B oldal
1. Kölykök a hátsó udvarból
2. Folytasd csak fiú
3. Gonosz tündér
4. Jó utat, Diogénész gyermeke
5. Mindig úgy ölelj (Óceán II.)